# Poynton
Poynton är en ort i i civil parish Poynton-with-Worth, i distriktet Cheshire East, i Storbritannien. Den ligger i grevskapet Cheshire och riksdelen England, i den centrala delen av landet, 240 km nordväst om huvudstaden London. Poynton ligger 97 meter över havet och antalet invånare är 14 351. Poynton var en civil parish 1866–1880.
Terrängen runt Poynton är platt åt nordväst, men åt sydost är den kuperad. Runt Poynton är det tätbefolkat, med 881 invånare per kvadratkilometer. Närmaste större samhälle är Stockport, 7,2 km norr om Poynton. Trakten runt Poynton består i huvudsak av gräsmarker.